# 韩锐
韩锐（1929年—2023年1月1日），男，辽宁铁岭人，中国药理学家，中國共產黨黨員，曾任中国医学科学院药物研究所研究员、博士生导师。